# Аномопорія
Аномопорія (Anomoporia) — рід базидіомікотових грибів родини фомітопсисових (Fomitopsidaceae). Назва вперше опублікована 1966 року.

## Класифікація
До роду Anomoporia відносять 10 видів:
- Anomoporia albolutescens
- Anomoporia ambigua
- Anomoporia bombycina — Аномопорія атласна
- Anomoporia dumontii
- Anomoporia flavissima
- Anomoporia irpicoides
- Anomoporia kamtschatica
- Anomoporia myceliosa
- Anomoporia neotropica
- Anomoporia vesiculosa